# Дуб «Бартек»

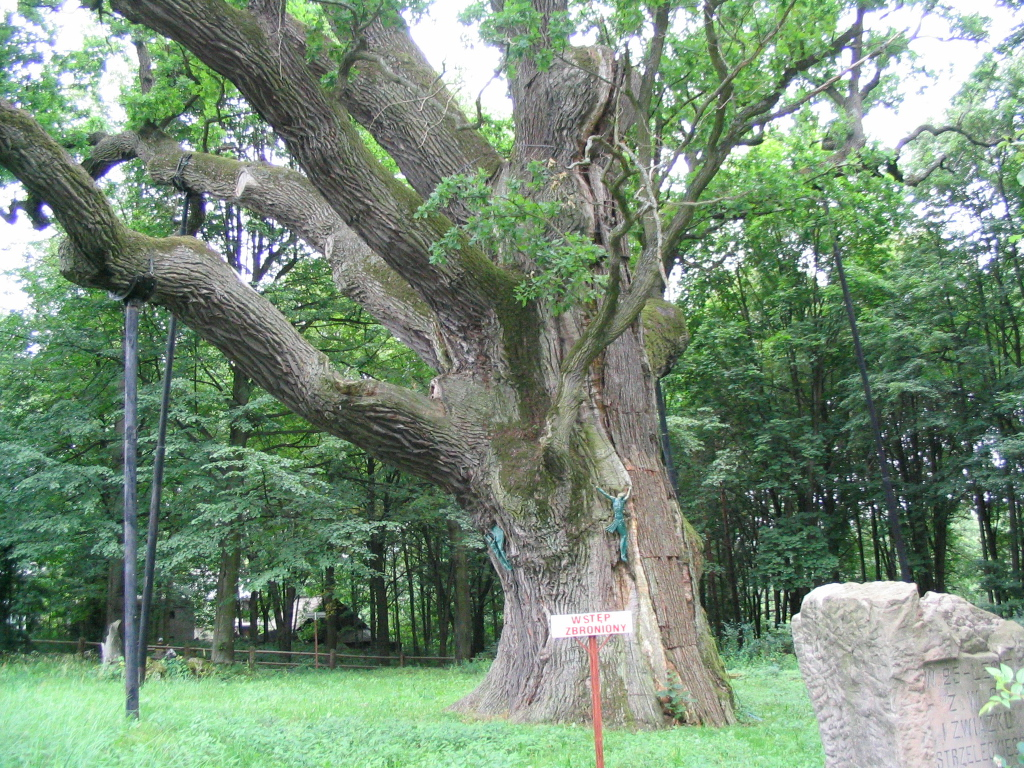
Дуб «Бартек»

50°59′14.16″ пн. ш. 20°39′0.46″ сх. д. / 50.9872667° пн. ш. 20.6501278° сх. д.
Дуб «Бартек» (пол. Dąb Bartek) — черешчатий дуб, пам'ятка природи. Росте при дорозі в гміні Заґнанськ у Свентокшиському воєводстві в Польщі. Найпопулярніше дерево у країні. Має окружність близько 9,85 м, а його висота сягає 30 м. У міжвоєнний період дуб був визнаний журі на чолі з відомим польським ботаніком Владиславом Шафером як "найгарніше дерево в Польщі".

## Історія
Згідно з останніми дендрологічними дослідженнями вік дерева оцінюється у 645-670 років. Точний вік дуба встановити неможливо через гниття серцевини. У деяких джерелах вік «Бартка» оцінюється навіть у 1200 років.
З 1954 року дуб вважається пам'ятником природи. За однією з легенд, у дубі «Бартек» приховані скарби Яна III Собеського та Марисеньки.
На стовбурі дуба з південно-східного боку підвішені дві фігури розп'ятого Христа, відлиті, ймовірно, в місцевих металургійних заводах. На одному з розп'ять нанесена дата — 1853 рік. Згідно з однією з версій, їх почепили на честь двох офіцерів Січневого повстання. За іншою версією, одне розп'яття підвішене на відзначення перемоги Собеського у Відні, а інше було поміщена після закінчення епідемії холери в 1853 році.
У 1829 році у дуба «Бартек» було 14 основних гілок і 16 додаткових. В даний час на дереві є вісім основних гілок.